# Tiszasas
Tiszasas is een plaats (község) en gemeente in het Hongaarse comitaat Jász-Nagykun-Szolnok. Tiszasas telt 1100 inwoners (2007).